# Записки об Анне Ахматовой
Записки об Анне Ахматовой — мемуарно-биографическое произведение Лидии Корнеевны Чуковской, посвящённое Анне Ахматовой.
В 1938 году, в длинных очередях у ворот ленинградской тюрьмы сложилась дружба Анны Ахматовой, у которой был арестован сын, и Лидии Чуковской, которой долго не сообщали о расстреле мужа. В 1964 году Чуковская помогала Анне Ахматовой составить её последний сборник «Бег времени». В 1966 г., после кончины Ахматовой Чуковская начала приводить в порядок свои дневниковые записи о ней, которые вела на протяжении многих десятилетий. Напечатать их на родине было невозможно. В 1974 году она была исключена из Союза писателей СССР. Это сделало невозможным какое бы то ни было печатание в России, и в том числе участие в посмертных публикациях стихотворений Анны Ахматовой. «Записки об Анне Ахматовой» вышли в «Париже в издательстве YMCA-Press»: том первый (охватывает период 1938—1941 гг.) — в 1976 г., том второй (1952—1962) — в 1980 г. Сама структура книги складывалась не сразу и утвердилась четко лишь ко времени выхода второго тома. Первый том был переработан автором по образцу второго и переиздан в «YMCA-Press» в 1984 году. «Записки» переведены на английский, французский, немецкий, итальянский, польский и голландский языки.

«Анна Андреевна, навещая меня, читала мне стихи из „Реквиема“ тоже шёпотом, а у себя в Фонтанном Доме не решалась даже на шёпот; внезапно, посреди разговора, она умолкала и, показав мне глазами на потолок и стены, брала клочок бумаги и карандаш; потом громко произносила что-нибудь светское: „хотите чаю?“ или: „вы очень загорели“, потом исписывала клочок быстрым почерком и протягивала мне. Я прочитывала стихи и, запомнив, молча возвращала их ей. „Нынче такая ранняя осень“, — громко говорила Анна Андреевна и, чиркнув спичкой, сжигала бумагу над пепельницей. Это был обряд: руки, спичка, пепельница, — обряд прекрасный и горестный.»

Чуковская Л. К., «Записки об Анне Ахматовой». Вместо предисловия (отрывок). Июнь — июль 1966 г. Москва
В 1989 г. первый том «Записок» начат печатанием в журнале «Нева». В 1993 г. журнал напечатал второй том (№ 4—9), а затем выдвинул «Записки» на Государственную премию, которую Лидия Чуковская и получила летом 1995 г. за полгода до смерти. Отдельной книжкой в России при жизни автора вышел только первый том (М.: Книга, 1989). Два других издания в России (Харьков: Фолио, 1996. Т.1 и Т.2 и М.: Согласие, 1997. Т.1—3) напечатаны лишь посмертно. Получив широкое признание среди литературных критиков и поклонников творчества Ахматовой, «Записки» считаются лучшим мемуарно-документальным трудом об Анне Андреевне. Так, В. Непомнящий писал:
«Меня почти ни на минуту не покидало ощущение, что я вижу все собственными глазами, слышу своими ушами, знаю давным-давно то, чего никогда не знал, и знаком лично с людьми, о которых знал только понаслышке. В этом смысле передо мною настоящая драма, но не разыгрываемая в театре, даже самом удивительном, а происходящая в жизни, „сегодня, здесь, сейчас“, — да, пожалуй, и со мною самим. Вы не просто записываете, Вы возобновляете жизнь, и я снова и снова понимаю — точнее, не понимаю, а чувствую — чудо слова, мистику слова. Тот образ Анны Ахматовой, который встает передо мною, по живости, осязаемости, объемности, глубине, драматизму я могу смело сравнивать (в литературном отношении) с лучшими достижениями русской литературы».

## Издания
- Записки об Анне Ахматовой. Том 2. 1952—1962 — Париж: Ymca-Press, 1980. — 681 с.